# Аттіліо Джованніні
Аттіліо Джованніні (італ. Attilio Giovannini, * 30 липня 1924, Верона) — колишній італійський футболіст, захисник.
Насамперед відомий виступами за клуби «Інтернаціонале» та «Лаціо», а також національну збірну Італії.
Дворазовий чемпіон Італії.

## Клубна кар'єра
У дорослому футболі дебютував 1942 року виступами за команду клубу «Аудаче Сан Мікеле», в якій провів чотири сезони.
Згодом з 1946 по 1948 рік грав у складі команд клубів «Больцано» та «Луккезе-Лібертас».
Своєю грою за останню команду привернув увагу представників тренерського штабу клубу «Інтернаціонале», до складу якого приєднався 1948 року. Відіграв за «нераззуррі» наступні шість сезонів своєї ігрової кар'єри. Більшість часу, проведеного у складі «Інтернаціонале», був основним гравцем захисту команди. За цей час двічі виборював титул чемпіона Італії.
1954 року перейшов до клубу «Лаціо», за який відіграв 2 сезони. Граючи у складі «Лаціо» також здебільшого виходив на поле в основному складі команди. Завершив професійну кар'єру футболіста виступами за команду «Лаціо» у 1956 році.

## Виступи за збірну
1949 року дебютував в офіційних матчах у складі національної збірної Італії. Протягом кар'єри у національній команді, яка тривала 5 років, провів у формі головної команди країни 13 матчів. У складі збірної був учасником чемпіонату світу 1950 року у Бразилії.

## Досягнення
- Чемпіон Італії:

«Інтернаціонале»: 1952/1953, 1953/1954